# Воскресенське (Бориспільський район)
Воскре́сенське — село в Україні, у Ташанській сільській громаді Бориспільського району Київської області. Населення становить 203 осіб.

## Історія

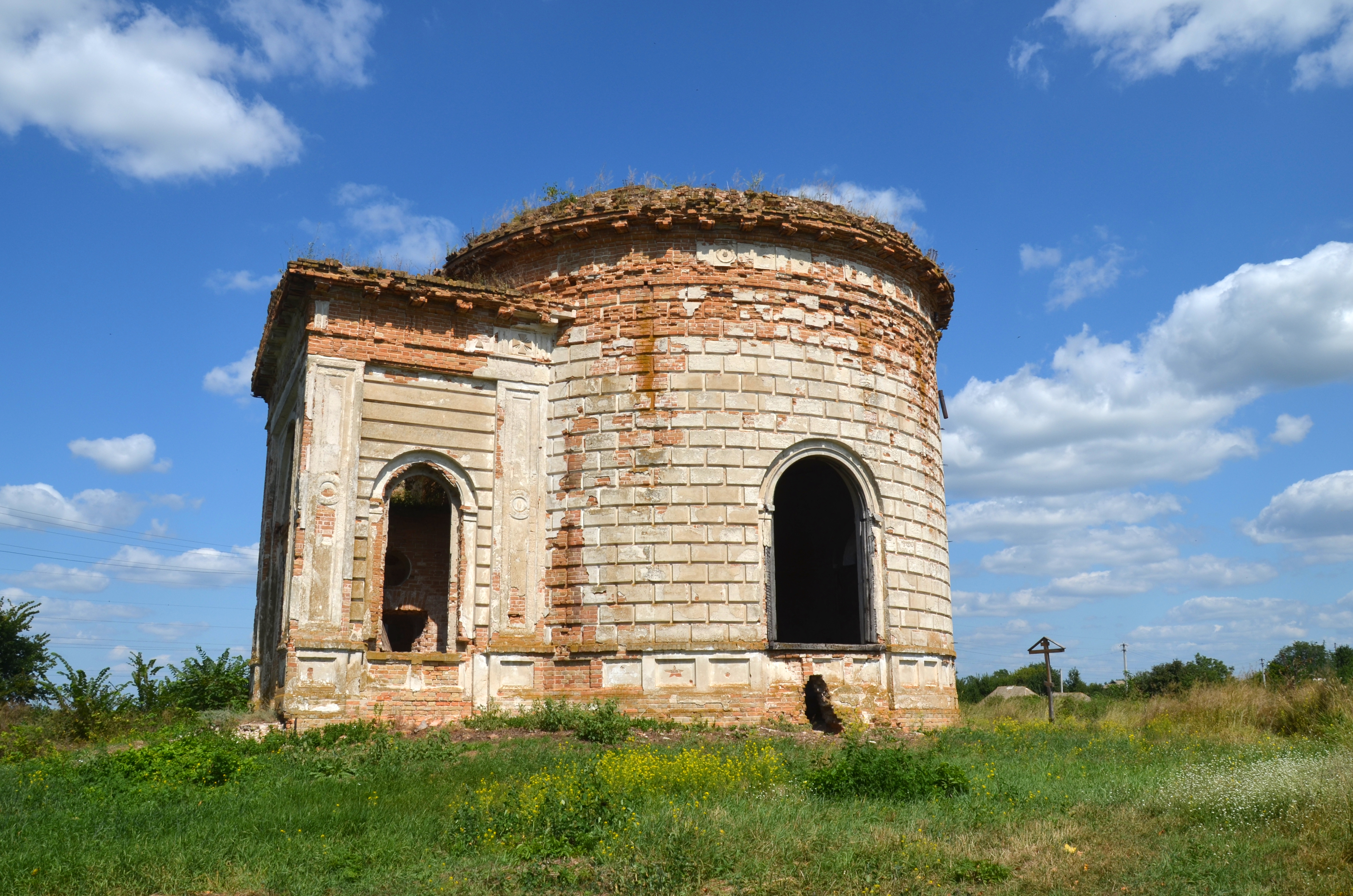
Церква-ротонда Каневських

Одна з давніх назв — Малі Яненки на відміну від іншого хутора з назвою Яненки, що знаходився по той бік річки. Ще одна назва — хутір Каневського від імені власника-поміщика Михайла Каневського. Більш розповсюджена назва села до революційних подій 1917 року, яка збереглась по цей час серед місцевих жителів є Козиний хутір. Селяни вирощували кіз, тому така назва. Нинішню назву — Воскресінське — село отримало уже за часів совєцької окупації. Але 1910 - село Воскресенське Переяславської волості Переяславського повіту Полтавської губернії, 118 господарств, 687 осіб обох статей з найманими робітниками.
Є на мапі 1812 року
В 1930 році в селі було 145 дворів, де проживало 782 мешканці. Того ж року був створений колгосп «Червоний шлях», який мав 820 га землі, з них 678 га — орної. В с. Воскресінське комуністи вбили голодом 390 чоловік. До наших днів дійшла тільки частина книги реєстрації актів смертей за лютий-вересень 1932 року, але й вона дає уявлення про страхіття, що насувалось, бо більша частина померлих — це діти і люди працездатного віку, причиною смерті яких вказано: «не визначено». Встановлено прізвища 21 убитого під час голодомору жителя. Поховані загиблі на сільському кладовищі.
Від маєтку Каневських збереглася занедбана Церква Воскресіння Христового (не діє).